# Amasio di Teano
Amasio (... – Teano, 356) fu il secondo vescovo di Teano ed è venerato come santo dalla Chiesa cattolica che lo ricorda il 23 gennaio.

## Agiografia
Greco di origine, il sacerdote Amasio venne in Italia dall'Oriente cacciato dalle persecuzioni dell'imperatore Costanzo. Giunto a Roma si presentò al papa Giulio I il quale lo inviò a predicare in Campania. Espulso da Sora dal partito ariano, Amasio si recò a Teano, dove fu eletto vescovo dopo la morte di Paride.
Amasio morì pacificamente a Teano intorno all'anno 356.

## Culto
I cattolici ne celebrano la festa liturgica il 23 gennaio:
(Martirologio Romano)
È compatrono di Teano (CE) e patrono di Piedimonte San Germano (FR).